# Souvenir of Their Visit to America
EPs américains des Beatles
Four by the Beatles
(1964)
EPs britanniques des Beatles
All My Loving
(1964) Long Tall Sally
(1964)
Souvenir of Their Visit to America est le premier EP des Beatles sorti aux États-Unis. Il contient quatre chansons issues de l'album Please Please Me  paru en mars 1963. Le titre choisi fait directement référence à la première venue du groupe en Amérique du 7 au 22 février 1964, et notamment leur première prestation télévisée, lors du Ed Sullivan Show diffusé sur CBS le 9 février.

## Histoire

### Enregistrement
Misery est travaillée durant la deuxième session de travail du 11 février 1963 au studios EMI, en début d'après-midi, en onze prises. George Martin enregistre sa prestation au piano sans les Beatles, le 20 février, en cinq prises. Les mixages mono et stéréo sont réalisés le 25 février suivant.
A Taste of Honey est la première chanson travaillée après le déjeuner, en 7 prises. Les mixages mono et stéréo sont également réalisés le 25 février.
Ask Me Why, seule chanson de l'EP qui ne provient pas des sessions du 11 février, est travaillée le 26 novembre 1962, en six prises. Le mixage mono est réalisé le 30 novembre, le mixage stéréo le 25 février 1963, comme pour les autres titres.
Anna (Go to Him) est la deuxième chanson travaillée durant la dernière session de travail du 11 février 1963, en seulement trois prises.
Seuls les mixages mono sont utilisés pour l'EP.

### Parution
Fin février 1963, Vee-Jay Records devient le premier détenteur des droits des chansons des Beatles aux États-Unis, à la suite de l'accord passé avec Transglobal, filiale d'EMI. Mais la petite maison de disques dispose de peu de ressources publicitaires et ses ventes sont relativement faibles. Elle est bientôt confrontée à d'importants problèmes financiers : le président Ewart Abner a utilisé des fonds de la société pour couvrir ses dettes de jeu. Vee-Jay décide donc de ne pas payer de royalties sur les ventes des Beatles, considérés comme des cas moins prioritaires.
Le 8 août 1963, Transglobal déclare en conséquence le contrat qui les lie nul et non avenu et Capitol Records récupère les droits en novembre. En quête de liquidités, Vee-Jay publie l'album Introducing… The Beatles (version américaine de Please Please Me) le 10 janvier 1964 puis une deuxième version un mois plus tard, après avoir perdu les droits d'édition de Love Me Do et P.S. I Love You, remplacés par les titres Ask Me Why et Please Please Me. 
Afin de tirer profit de l'audience record du groupe lors de leur prestation au Ed Sullivan Show le 9 février 1964 et ayant déjà remarqué la grande popularité  des EPs en Grande-Bretagne (notamment Twist and Shout et The Beatles' Hits, tous deux N°1), la maison de disques extrait de cette version quatre pistes (Misery, A Taste of Honey, Ask Me Why et Anna (Go to Him)) pour les regrouper dans ce format. Sous le titre Souvenir of Their Visit to America (référence : VJEP 1-903), il sort le 23 mars 1964, le même jour que le single Do You Want to Know a Secret/Thank You Girl (référence : VJ 587) et avec une pochette identique (mais en couleur). 
Tout d'abord lancé au prix exceptionnellement élevé de 1,29 $, l'EP se vend mal (78 800 exemplaires). Au bout de quelques mois, Vee-Jay décide de baisser son prix. Fin juin 1964, le disque est ainsi commercialisé comme un single, sous le titre Singles of Significance et par correspondance pour une large part (c'est en partie pour cette raison que les revues spécialisées ont refusé de le classer dans les charts), le titre Ask Me Why figurant en plus gros caractères (sur la face B du vinyle) que les autres chansons. Probablement grâce à cette réédition promotionnelle, il se serait écoulé, selon l'éditeur, à 1 million de copies.

## Fiche technique

### Liste des chansons
| 1. | Misery           | McCartney/Lennon          | John Lennon et Paul McCartney | 1:50 |
| 2. | A Taste of Honey | Bobby Scott et Ric Marlow | Paul McCartney                | 2:05 |

| 3. | Ask Me Why       | McCartney/Lennon | John Lennon | 2:28 |
| 4. | Anna (Go to Him) | Arthur Alexander | John Lennon | 2:57 |

### Interprètes
- John Lennon : chant, guitare rythmique
- Paul McCartney : chant, chœurs, guitare basse
- George Harrison : chœurs, guitare solo
- Ringo Starr : batterie
- George Martin : piano

### Équipe de production
- George Martin : producteur, arrangement
- Norman Smith : ingénieur du son
- Richard Langham : ingénieur du son